# Rubicon (album)
Pour les articles homonymes, voir Rubicon (homonymie).
Albums de Tristania
Illumination
(2007) Darkest White
(2013)
Rubicon est le sixième album studio du groupe de metal gothique norvégien Tristania,  sorti le 25 août 2010 par Napalm Records. C'est le premier album du groupe avec Mariangela Demurtas en tant que chanteuse et également celui qui marque le retour de Pete Johansen au violon, sa dernière participation avec Tristania étant sur l'album World of Glass.

## Fiche technique

### Liste des morceaux
| No  | Titre                     | Durée |
| --- | ------------------------- | ----- |
| 1.  | Year of the Rat           | 4:35  |
| 2.  | Protection                | 4:15  |
| 3.  | Patriot Games             | 3:27  |
| 4.  | The Passing               | 4:48  |
| 5.  | Exile                     | 4:26  |
| 6.  | Sirens                    | 4:27  |
| 7.  | Vulture                   | 3:43  |
| 8.  | Amnesia                   | 4:54  |
| 9.  | Magical Fix               | 4:20  |
| 10. | Illumination              | 8:13  |
| 11. | The Emerald Piper (bonus) | 3:06  |
| 12. | Caprice (bonus)           | 3:38  |

### Interprètes
Tristania
- Mariangela Demurtas - chant
- Kjetil Nordhus - chant
- Anders Høyvik Hidle - guitare, chant harsh
- Gyri Smørdal Losnegaard - guitare
- Ole Vistnes - basse, chœurs
- Einar Moen - synthétiseur
- Tarald Lie Jr. - batterie

Musiciens additionnels
- Østen Bergøy – chant sur Patriot Games, Exile, Sirens et Illumination
- Pete Johansen – violon sur The Passing, Sirens, Amnesia et Illumination
- Sigmund Olgart Vegge - chant harsh sur Vulture